# 프라이부르크 대성당

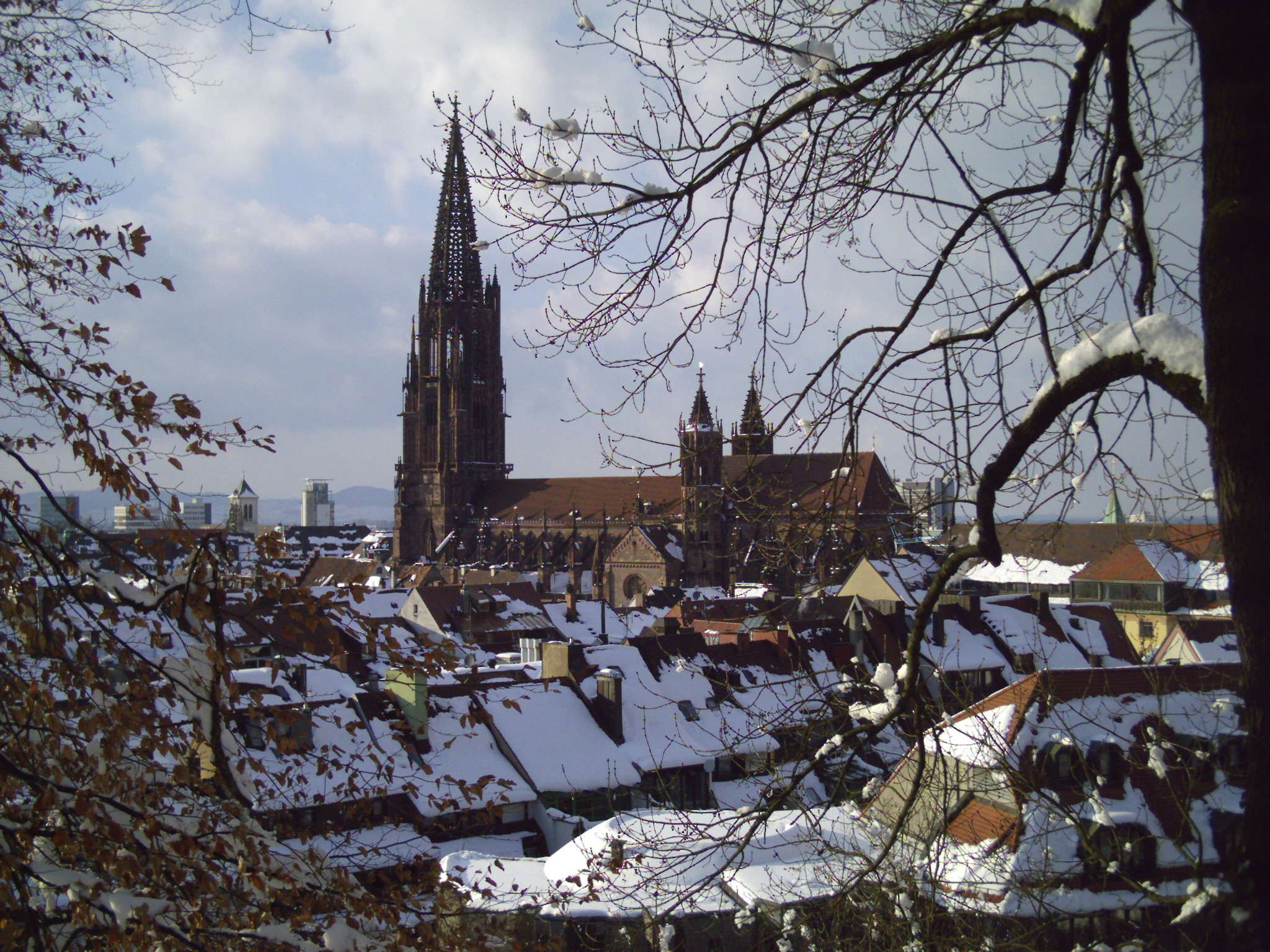
프라이부르크 대성당

프라이부르크 대성당(독일어: Freiburger Münster or Münster Unserer Lieben Frau) 또는 프라이부르크 주교좌 성당은 독일 남서부에 있는 도시 프라이부르크에 있는 로마 가톨릭교회의 대성당이다. 체링겐 가문의 마지막 공작은 1200년경 로마네스크 양식의 성당 건설을 착수하였으며, 공사는 1230년대에 고딕 양식으로 계획이 변경된 후 계속되었다. 지금의 프라이부르크 대성당은 1120년 기존에 있던 성당을 기초 삼아 개축된 것이다. 1827년 프라이부르크 대교구가 설치되면서 프라이부르크 대교구의 대성당이 되었다.

## 이미지 갤러리

프라이부르크 대성당 - Freiburger Münster
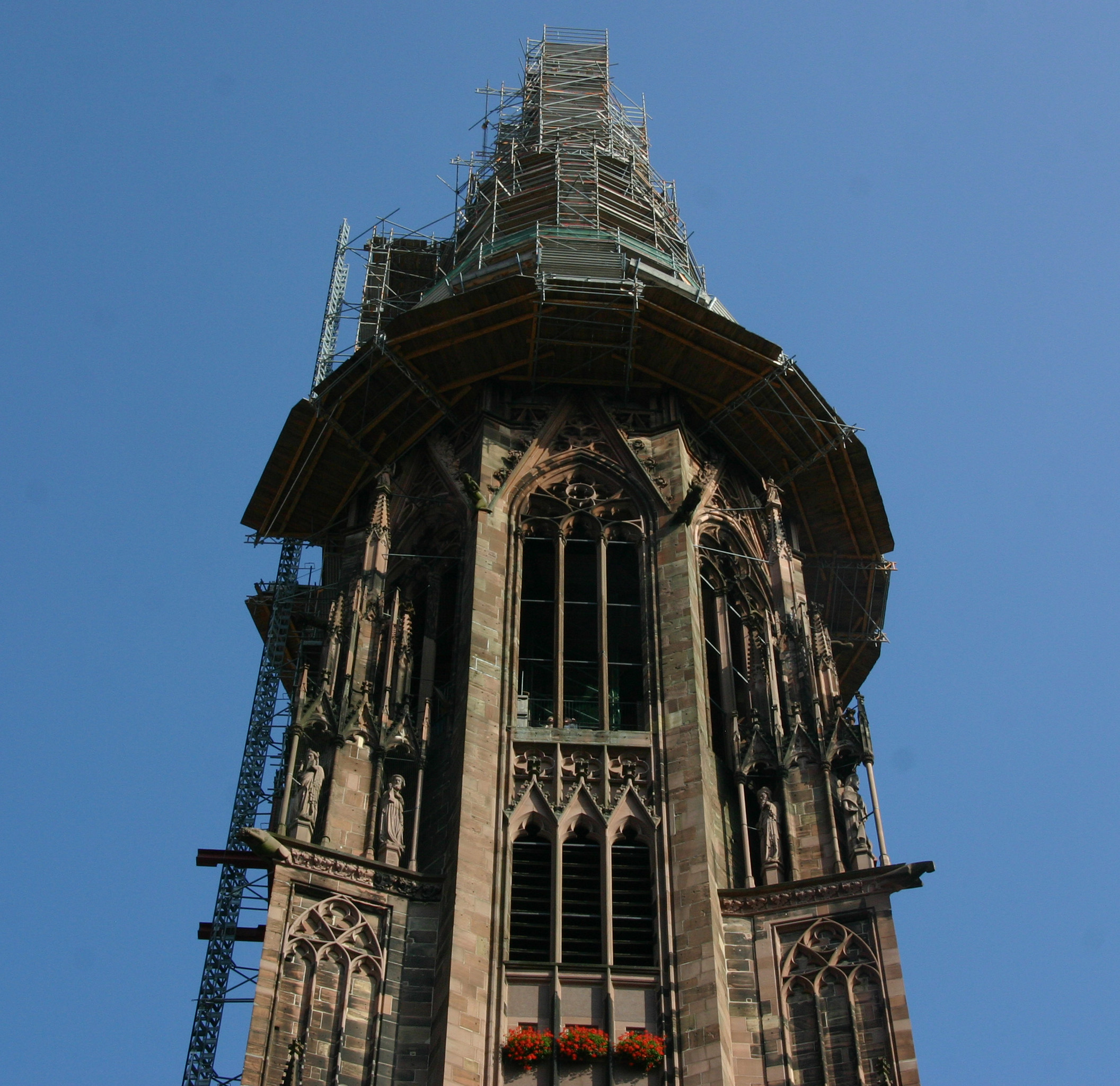
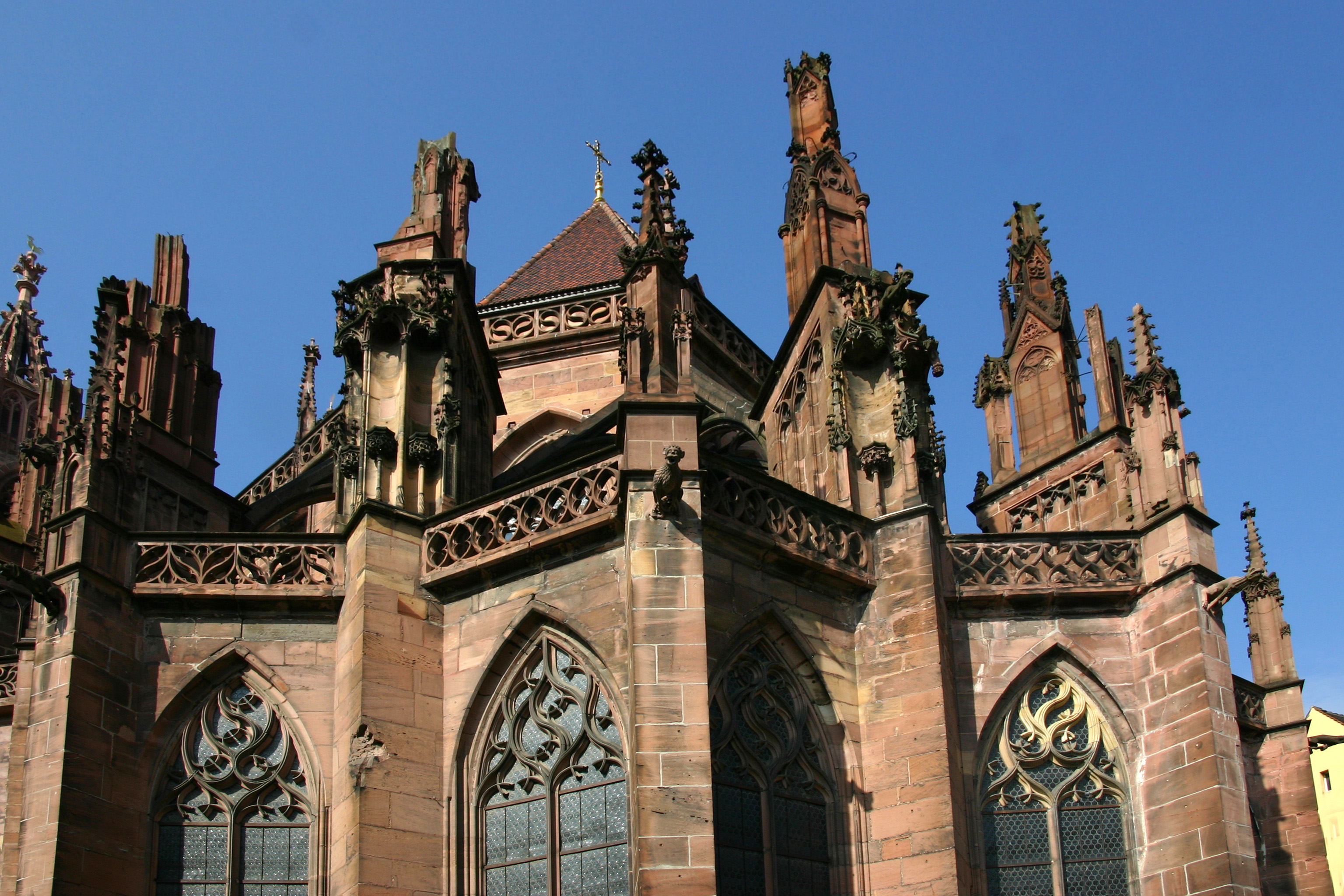
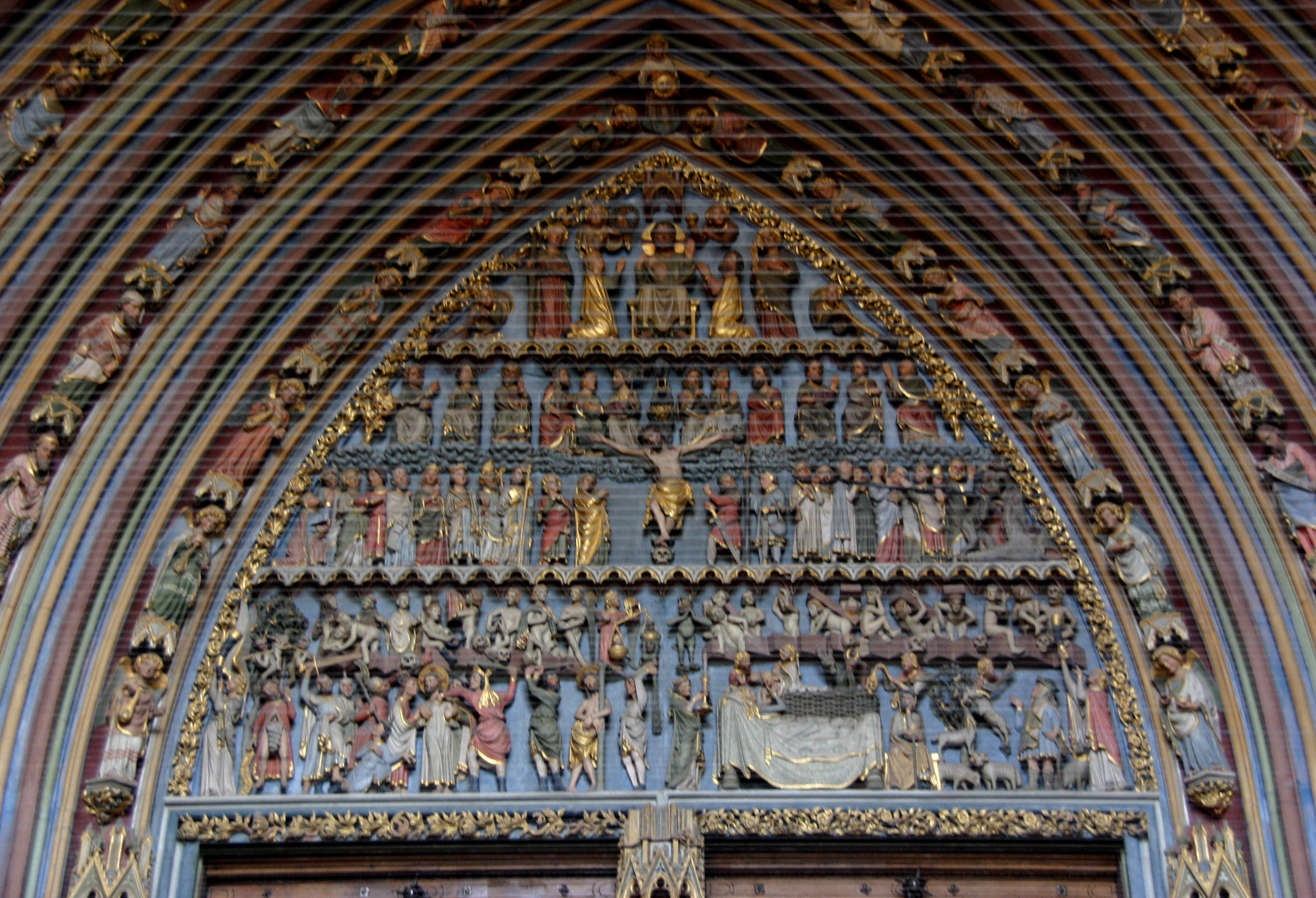
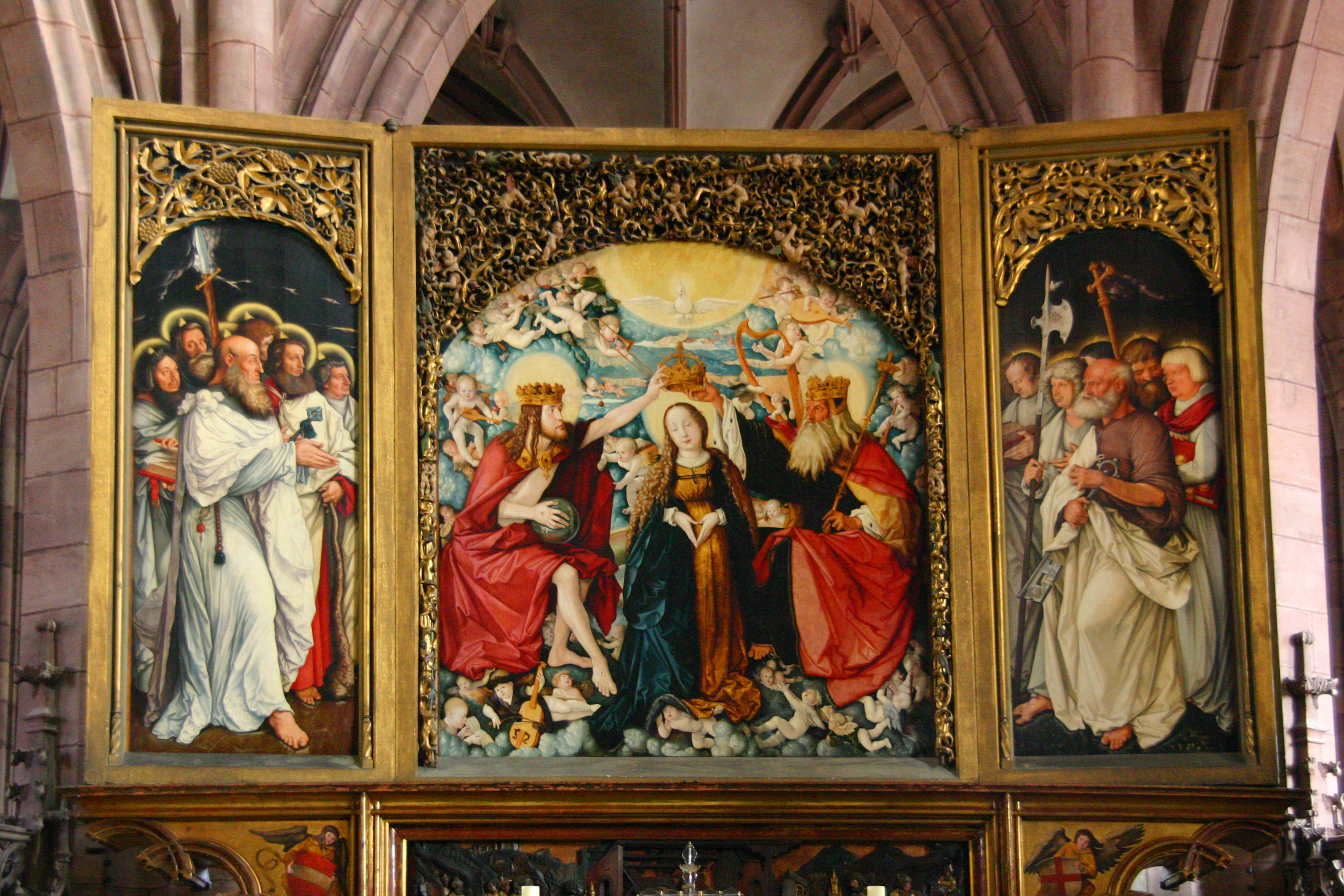
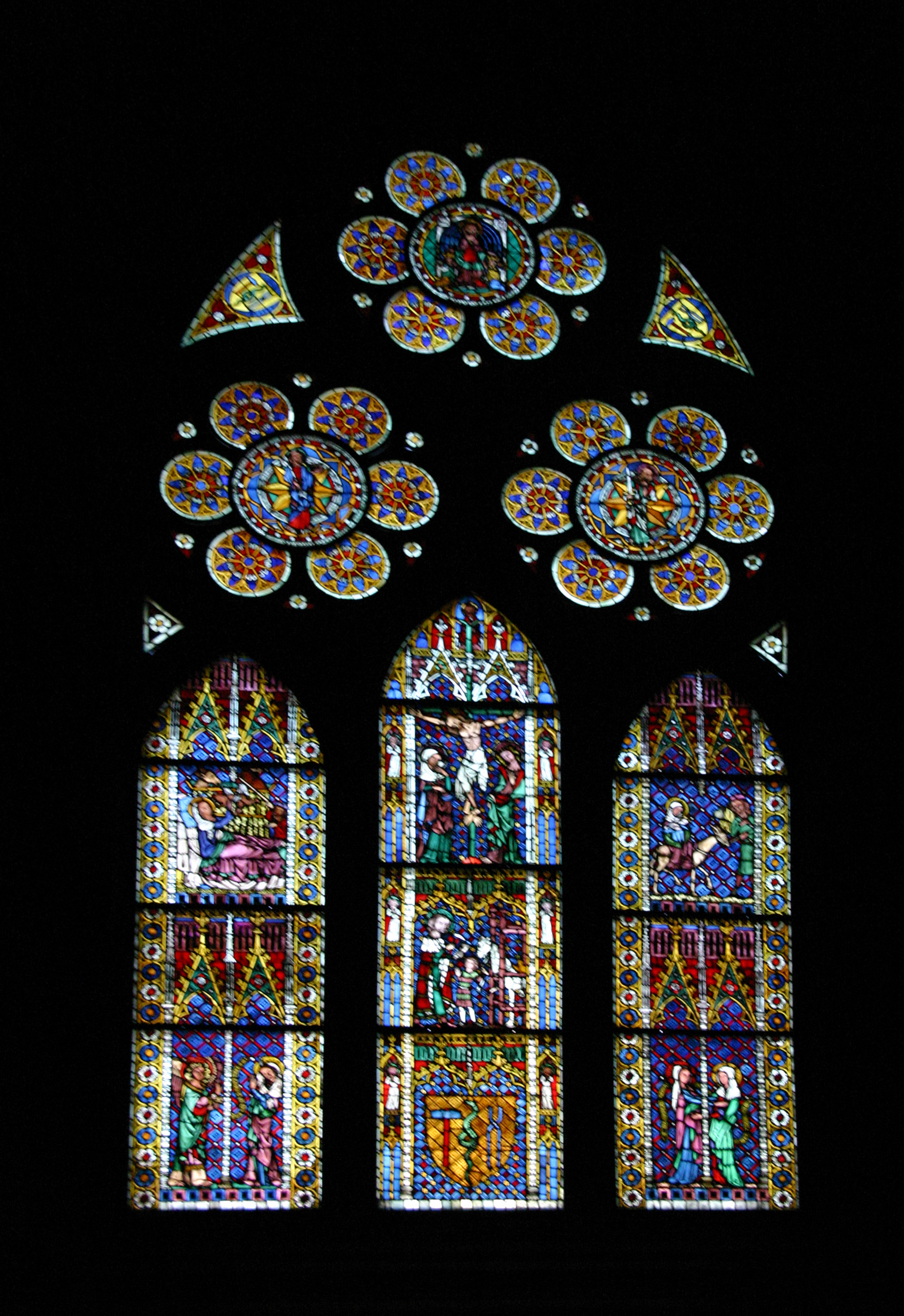
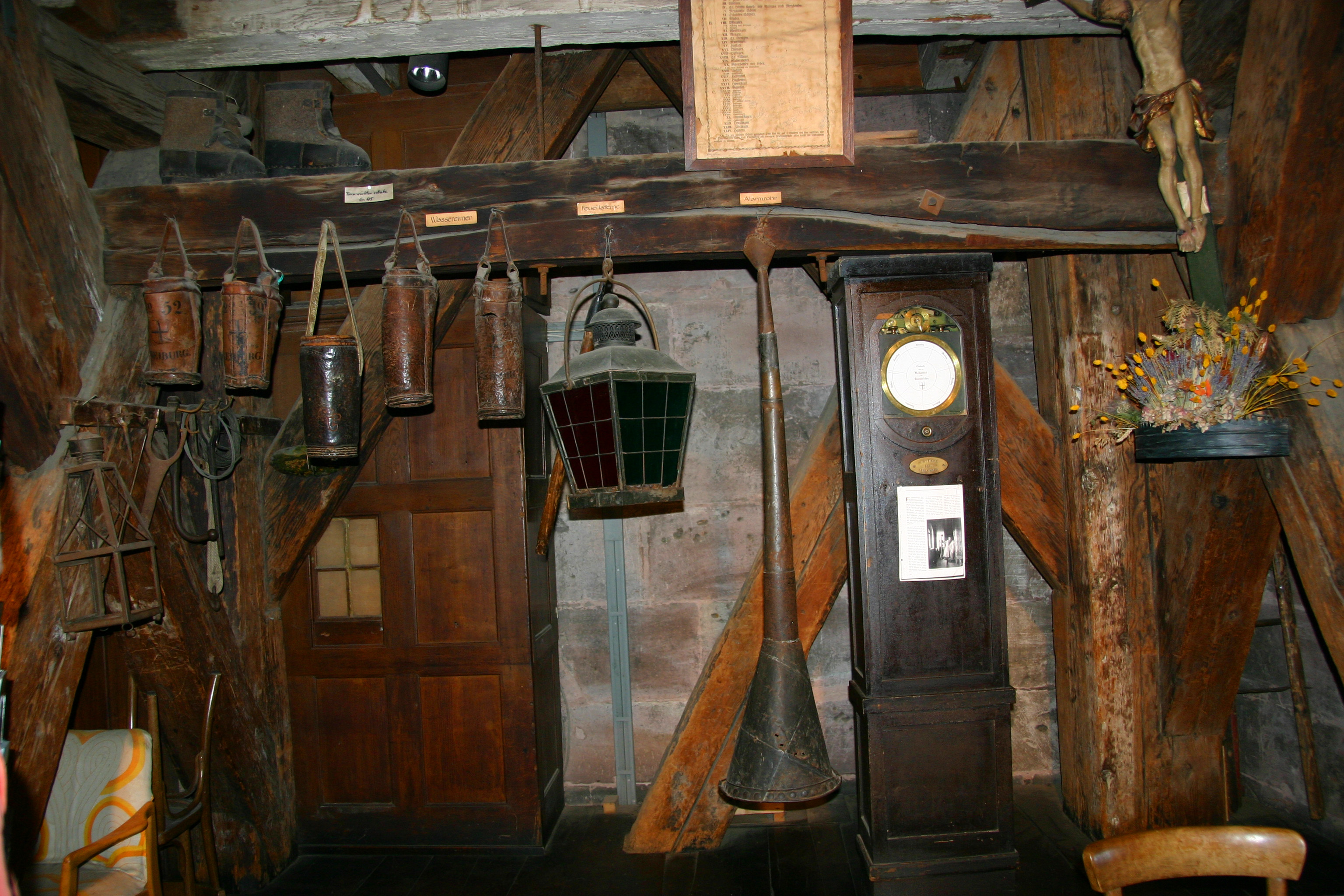
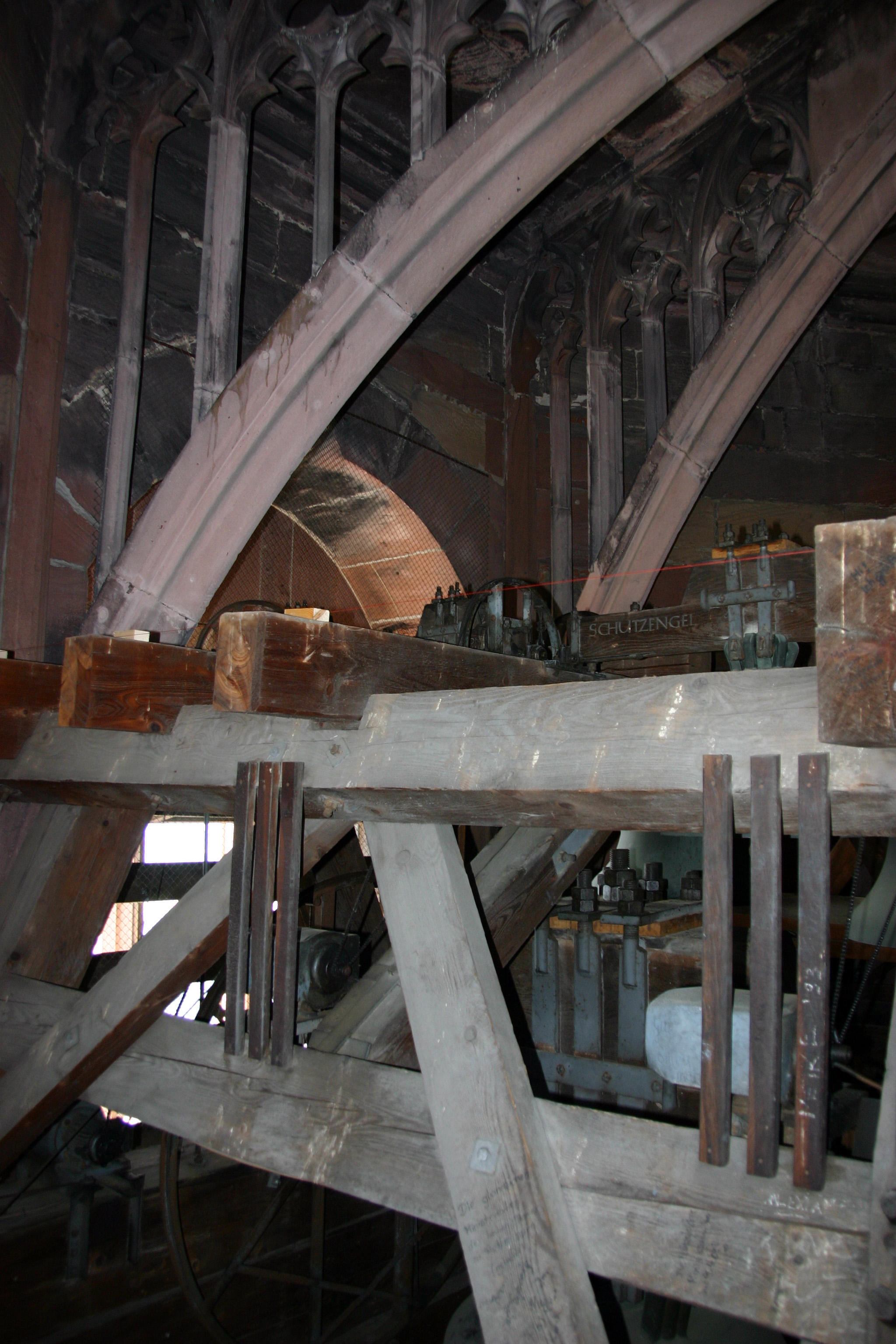
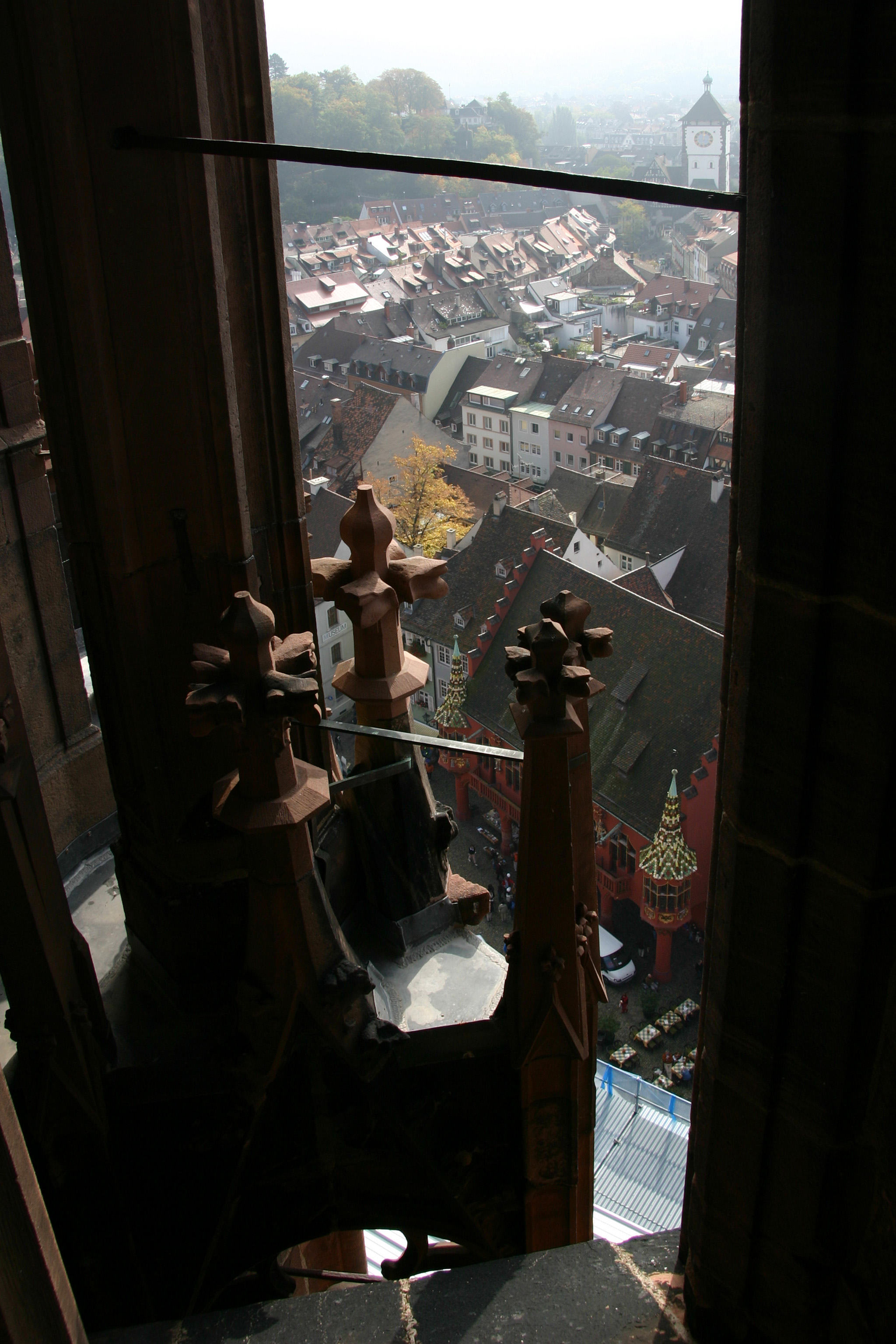